# Tavola delle armoniche sferiche
In questa pagina sono riportate le armoniche sferiche per {\displaystyle l=0,1,\ldots ,10} ed {\displaystyle m=-l,\ldots ,-1,0,1,\ldots ,l}. Tra le coordinate sferiche {\displaystyle r,\theta ,\varphi } e le coordinate cartsiane {\displaystyle x,y,z} usate talvolta sussistono le seguenti relazioni:
{\displaystyle {\begin{cases}\cos \theta ={\frac {z}{r}}\\e^{i\varphi }\sin \theta ={\frac {x+iy}{r}}.\end{cases}}}

## Armoniche sferiche conl= 0
{\displaystyle Y_{0}^{0}(x)={\frac {1}{2}}{\sqrt {1 \over \pi }}}

## Armoniche sferiche conl= 1
{\displaystyle {\begin{aligned}Y_{1}^{-1}(\theta ,\varphi )&=&&{\frac {1}{2}}{\sqrt {3 \over 2\pi }}\,e^{-i\varphi }\,\sin \theta &&=&&{\frac {1}{2}}{\sqrt {3 \over 2\pi }}\,{(x-iy) \over r}\\Y_{1}^{0}(\theta ,\varphi )&=&&{\frac {1}{2}}{\sqrt {3 \over \pi }}\,\cos \theta &&=&&{\frac {1}{2}}{\sqrt {3 \over \pi }}\,{z \over r}\\Y_{1}^{1}(\theta ,\varphi )&=&-&{\frac {1}{2}}{\sqrt {3 \over 2\pi }}\,e^{i\varphi }\,\sin \theta &&=&-&{\frac {1}{2}}{\sqrt {3 \over 2\pi }}\,{(x+iy) \over r}\end{aligned}}}

## Armoniche sferiche conl= 2
{\displaystyle {\begin{aligned}Y_{2}^{-2}(\theta ,\varphi )&=&&{\frac {1}{4}}{\sqrt {15 \over 2\pi }}\,e^{-2i\varphi }\,\sin ^{2}\theta \quad &&=&&{\frac {1}{4}}{\sqrt {15 \over 2\pi }}\,{(x-iy)^{2} \over r^{2}}&\\Y_{2}^{-1}(\theta ,\varphi )&=&&{\frac {1}{2}}{\sqrt {15 \over 2\pi }}\,e^{-i\varphi }\,\sin \theta \,\cos \theta \quad &&=&&{\frac {1}{2}}{\sqrt {15 \over 2\pi }}\,{(x-iy)z \over r^{2}}&\\Y_{2}^{0}(\theta ,\varphi )&=&&{\frac {1}{4}}{\sqrt {5 \over \pi }}\,(3\cos ^{2}\theta -1)\quad &&=&&{\frac {1}{4}}{\sqrt {5 \over \pi }}\,{(2z^{2}-x^{2}-y^{2}) \over r^{2}}&\\Y_{2}^{1}(\theta ,\varphi )&=&-&{\frac {1}{2}}{\sqrt {15 \over 2\pi }}\,e^{i\varphi }\,\sin \theta \,\cos \theta \quad &&=&-&{\frac {1}{2}}{\sqrt {15 \over 2\pi }}\,{(x+iy)z \over r^{2}}&\\Y_{2}^{2}(\theta ,\varphi )&=&&{\frac {1}{4}}{\sqrt {15 \over 2\pi }}\,e^{2i\varphi }\,\sin ^{2}\theta \quad &&=&&{\frac {1}{4}}{\sqrt {15 \over 2\pi }}\,{(x+iy)^{2} \over r^{2}}&\end{aligned}}}

## Armoniche sferiche conl= 3
{\displaystyle {\begin{aligned}Y_{3}^{-3}(\theta ,\varphi )&=&&{1 \over 8}{\sqrt {35 \over \pi }}\,e^{-3i\varphi }\,\sin ^{3}\theta \quad &&=&&{1 \over 8}{\sqrt {35 \over \pi }}\,{(x-iy)^{3} \over r^{3}}&\\Y_{3}^{-2}(\theta ,\varphi )&=&&{\frac {1}{4}}{\sqrt {105 \over 2\pi }}\,e^{-2i\varphi }\,\sin ^{2}\theta \,\cos \theta \quad &&=&&{\frac {1}{4}}{\sqrt {105 \over 2\pi }}\,{(x-iy)^{2}z \over r^{3}}&\\Y_{3}^{-1}(\theta ,\varphi )&=&&{1 \over 8}{\sqrt {21 \over \pi }}\,e^{-i\varphi }\,\sin \theta \,(5\cos ^{2}\theta -1)\quad &&=&&{1 \over 8}{\sqrt {21 \over \pi }}\,{(x-iy)(5z^{2}-r^{2}) \over r^{3}}&\\Y_{3}^{0}(\theta ,\varphi )&=&&{\frac {1}{4}}{\sqrt {7 \over \pi }}\,(5\cos ^{3}\theta -3\cos \theta )\quad &&=&&{\frac {1}{4}}{\sqrt {7 \over \pi }}\,{z(5z^{2}-3r^{2}) \over r^{3}}&\\Y_{3}^{1}(\theta ,\varphi )&=&-&{1 \over 8}{\sqrt {21 \over \pi }}\,e^{i\varphi }\,\sin \theta \,(5\cos ^{2}\theta -1)\quad &&=&&{-1 \over 8}{\sqrt {21 \over \pi }}\,{(x+iy)(5z^{2}-r^{2}) \over r^{3}}&\\Y_{3}^{2}(\theta ,\varphi )&=&&{\frac {1}{4}}{\sqrt {105 \over 2\pi }}\,e^{2i\varphi }\,\sin ^{2}\theta \,\cos \theta \quad &&=&&{\frac {1}{4}}{\sqrt {105 \over 2\pi }}\,{(x+iy)^{2}z \over r^{3}}&\\Y_{3}^{3}(\theta ,\varphi )&=&-&{1 \over 8}{\sqrt {35 \over \pi }}\,e^{3i\varphi }\,\sin ^{3}\theta \quad &&=&&{-1 \over 8}{\sqrt {35 \over \pi }}\,{(x+iy)^{3} \over r^{3}}&\end{aligned}}}

## Armoniche sferiche conl= 4
{\displaystyle {\begin{aligned}Y_{4}^{-4}(\theta ,\varphi )&=&&{\frac {3}{16}}{\sqrt {35 \over 2\pi }}\,e^{-4i\varphi }\,\sin ^{4}\theta &&=&&{\frac {3}{16}}{\sqrt {\frac {35}{2\pi }}}\,{\frac {(x-iy)^{4}}{r^{4}}}&\\Y_{4}^{-3}(\theta ,\varphi )&=&&{\frac {3}{8}}{\sqrt {35 \over \pi }}\,e^{-3i\varphi }\,\sin ^{3}\theta \,\cos \theta &&=&&{\frac {3}{8}}{\sqrt {\frac {35}{\pi }}}\,{\frac {(x-iy)^{3}z}{r^{4}}}&\\Y_{4}^{-2}(\theta ,\varphi )&=&&{\frac {3}{8}}{\sqrt {5 \over 2\pi }}\,e^{-2i\varphi }\,\sin ^{2}\theta \,(7\cos ^{2}\theta -1)&&=&&{\frac {3}{8}}{\sqrt {\frac {5}{2\pi }}}\,{\frac {(x-iy)^{2}\,(7z^{2}-r^{2})}{r^{4}}}&\\Y_{4}^{-1}(\theta ,\varphi )&=&&{\frac {3}{8}}{\sqrt {5 \over \pi }}\,e^{-i\varphi }\,\sin \theta \,(7\cos ^{3}\theta -3\cos \theta )&&=&&{\frac {3}{8}}{\sqrt {\frac {5}{\pi }}}\,{\frac {(x-iy)\,z\,(7z^{2}-3r^{2})}{r^{4}}}&\\Y_{4}^{0}(\theta ,\varphi )&=&&{\frac {3}{16}}{\sqrt {1 \over \pi }}\,(35\cos ^{4}\theta -30\cos ^{2}\theta +3)&&=&&{\frac {3}{16}}{\sqrt {\frac {1}{\pi }}}\,{\frac {(35z^{4}-30z^{2}r^{2}+3r^{4})}{r^{4}}}&\\Y_{4}^{1}(\theta ,\varphi )&=&&{\frac {-3}{8}}{\sqrt {5 \over \pi }}\,e^{i\varphi }\,\sin \theta \,(7\cos ^{3}\theta -3\cos \theta )&&=&&{\frac {-3}{8}}{\sqrt {\frac {5}{\pi }}}\,{\frac {(x+iy)\,z\,(7z^{2}-3r^{2})}{r^{4}}}&\\Y_{4}^{2}(\theta ,\varphi )&=&&{\frac {3}{8}}{\sqrt {5 \over 2\pi }}\,e^{2i\varphi }\,\sin ^{2}\theta \,(7\cos ^{2}\theta -1)&&=&&{\frac {3}{8}}{\sqrt {\frac {5}{2\pi }}}\,{\frac {(x+iy)^{2}\,(7z^{2}-r^{2})}{r^{4}}}&\\Y_{4}^{3}(\theta ,\varphi )&=&&{\frac {-3}{8}}{\sqrt {35 \over \pi }}\,e^{3i\varphi }\,\sin ^{3}\theta \,\cos \theta &&=&&{\frac {-3}{8}}{\sqrt {\frac {35}{\pi }}}\,{\frac {(x+iy)^{3}z}{r^{4}}}&\\Y_{4}^{4}(\theta ,\varphi )&=&&{\frac {3}{16}}{\sqrt {35 \over 2\pi }}\,e^{4i\varphi }\,\sin ^{4}\theta &&=&&{\frac {3}{16}}{\sqrt {\frac {35}{2\pi }}}\,{\frac {(x+iy)^{4}}{r^{4}}}&\\\end{aligned}}}

## Armoniche sferiche conl= 5
{\displaystyle {\begin{aligned}Y_{5}^{-5}(\theta ,\varphi )&={3 \over 32}{\sqrt {77 \over \pi }}\,e^{-5i\varphi }\,\sin ^{5}\theta \\Y_{5}^{-4}(\theta ,\varphi )&={3 \over 16}{\sqrt {385 \over 2\pi }}\,e^{-4i\varphi }\,\sin ^{4}\theta \,\cos \theta \\Y_{5}^{-3}(\theta ,\varphi )&={1 \over 32}{\sqrt {385 \over \pi }}\,e^{-3i\varphi }\,\sin ^{3}\theta \,(9\cos ^{2}\theta -1)\\Y_{5}^{-2}(\theta ,\varphi )&={1 \over 8}{\sqrt {1155 \over 2\pi }}\,e^{-2i\varphi }\,\sin ^{2}\theta \,(3\cos ^{3}\theta -\cos \theta )\\Y_{5}^{-1}(\theta ,\varphi )&={1 \over 16}{\sqrt {165 \over 2\pi }}\,e^{-i\varphi }\,\sin \theta \,(21\cos ^{4}\theta -14\cos ^{2}\theta +1)\\Y_{5}^{0}(\theta ,\varphi )&={1 \over 16}{\sqrt {11 \over \pi }}\,(63\cos ^{5}\theta -70\cos ^{3}\theta +15\cos \theta )\\Y_{5}^{1}(\theta ,\varphi )&={-1 \over 16}{\sqrt {165 \over 2\pi }}\,e^{i\varphi }\,\sin \theta \,(21\cos ^{4}\theta -14\cos ^{2}\theta +1)\\Y_{5}^{2}(\theta ,\varphi )&={1 \over 8}{\sqrt {1155 \over 2\pi }}\,e^{2i\varphi }\,\sin ^{2}\theta \,(3\cos ^{3}\theta -\cos \theta )\\Y_{5}^{3}(\theta ,\varphi )&={-1 \over 32}{\sqrt {385 \over \pi }}\,e^{3i\varphi }\,\sin ^{3}\theta \,(9\cos ^{2}\theta -1)\\Y_{5}^{4}(\theta ,\varphi )&={3 \over 16}{\sqrt {385 \over 2\pi }}\,e^{4i\varphi }\,\sin ^{4}\theta \,\cos \theta \\Y_{5}^{5}(\theta ,\varphi )&={-3 \over 32}{\sqrt {77 \over \pi }}\,e^{5i\varphi }\,\sin ^{5}\theta \end{aligned}}}

## Armoniche sferiche conl= 6
{\displaystyle {\begin{aligned}Y_{6}^{-6}(\theta ,\varphi )&={1 \over 64}{\sqrt {3003 \over \pi }}\,e^{-6i\varphi }\,\sin ^{6}\theta \\Y_{6}^{-5}(\theta ,\varphi )&={3 \over 32}{\sqrt {1001 \over \pi }}\,e^{-5i\varphi }\,\sin ^{5}\theta \,\cos \theta \\Y_{6}^{-4}(\theta ,\varphi )&={3 \over 32}{\sqrt {91 \over 2\pi }}\,e^{-4i\varphi }\,\sin ^{4}\theta \,(11\cos ^{2}\theta -1)\\Y_{6}^{-3}(\theta ,\varphi )&={1 \over 32}{\sqrt {1365 \over \pi }}\,e^{-3i\varphi }\,\sin ^{3}\theta \,(11\cos ^{3}\theta -3\cos \theta )\\Y_{6}^{-2}(\theta ,\varphi )&={1 \over 64}{\sqrt {1365 \over \pi }}\,e^{-2i\varphi }\,\sin ^{2}\theta \,(33\cos ^{4}\theta -18\cos ^{2}\theta +1)\\Y_{6}^{-1}(\theta ,\varphi )&={1 \over 16}{\sqrt {273 \over 2\pi }}\,e^{-i\varphi }\,\sin \theta \,(33\cos ^{5}\theta -30\cos ^{3}\theta +5\cos \theta )\\Y_{6}^{0}(\theta ,\varphi )&={1 \over 32}{\sqrt {13 \over \pi }}\,(231\cos ^{6}\theta -315\cos ^{4}\theta +105\cos ^{2}\theta -5)\\Y_{6}^{1}(\theta ,\varphi )&=-{1 \over 16}{\sqrt {273 \over 2\pi }}\,e^{i\varphi }\,\sin \theta \,(33\cos ^{5}\theta -30\cos ^{3}\theta +5\cos \theta )\\Y_{6}^{2}(\theta ,\varphi )&={1 \over 64}{\sqrt {1365 \over \pi }}\,e^{2i\varphi }\,\sin ^{2}\theta \,(33\cos ^{4}\theta -18\cos ^{2}\theta +1)\\Y_{6}^{3}(\theta ,\varphi )&=-{1 \over 32}{\sqrt {1365 \over \pi }}\,e^{3i\varphi }\,\sin ^{3}\theta \,(11\cos ^{3}\theta -3\cos \theta )\\Y_{6}^{4}(\theta ,\varphi )&={3 \over 32}{\sqrt {91 \over 2\pi }}\,e^{4i\varphi }\,\sin ^{4}\theta \,(11\cos ^{2}\theta -1)\\Y_{6}^{5}(\theta ,\varphi )&=-{3 \over 32}{\sqrt {1001 \over \pi }}\,e^{5i\varphi }\,\sin ^{5}\theta \,\cos \theta \\Y_{6}^{6}(\theta ,\varphi )&={1 \over 64}{\sqrt {3003 \over \pi }}\,e^{6i\varphi }\,\sin ^{6}\theta \end{aligned}}}

## Armoniche sferiche conl= 7
{\displaystyle {\begin{aligned}Y_{7}^{-7}(\theta ,\varphi )&={3 \over 64}{\sqrt {715 \over 2\pi }}\,e^{-7i\varphi }\,\sin ^{7}\theta \\Y_{7}^{-6}(\theta ,\varphi )&={3 \over 64}{\sqrt {5005 \over \pi }}\,e^{-6i\varphi }\,\sin ^{6}\theta \,\cos \theta \\Y_{7}^{-5}(\theta ,\varphi )&={3 \over 64}{\sqrt {385 \over 2\pi }}\,e^{-5i\varphi }\,\sin ^{5}\theta \,(13\cos ^{2}\theta -1)\\Y_{7}^{-4}(\theta ,\varphi )&={3 \over 32}{\sqrt {385 \over 2\pi }}\,e^{-4i\varphi }\,\sin ^{4}\theta \,(13\cos ^{3}\theta -3\cos \theta )\\Y_{7}^{-3}(\theta ,\varphi )&={3 \over 64}{\sqrt {35 \over 2\pi }}\,e^{-3i\varphi }\,\sin ^{3}\theta \,(143\cos ^{4}\theta -66\cos ^{2}\theta +3)\\Y_{7}^{-2}(\theta ,\varphi )&={3 \over 64}{\sqrt {35 \over \pi }}\,e^{-2i\varphi }\,\sin ^{2}\theta \,(143\cos ^{5}\theta -110\cos ^{3}\theta +15\cos \theta )\\Y_{7}^{-1}(\theta ,\varphi )&={1 \over 64}{\sqrt {105 \over 2\pi }}\,e^{-i\varphi }\,\sin \theta \,(429\cos ^{6}\theta -495\cos ^{4}\theta +135\cos ^{2}\theta -5)\\Y_{7}^{0}(\theta ,\varphi )&={1 \over 32}{\sqrt {15 \over \pi }}\,(429\cos ^{7}\theta -693\cos ^{5}\theta +315\cos ^{3}\theta -35\cos \theta )\\Y_{7}^{1}(\theta ,\varphi )&=-{1 \over 64}{\sqrt {105 \over 2\pi }}\,e^{i\varphi }\,\sin \theta \,(429\cos ^{6}\theta -495\cos ^{4}\theta +135\cos ^{2}\theta -5)\\Y_{7}^{2}(\theta ,\varphi )&={3 \over 64}{\sqrt {35 \over \pi }}\,e^{2i\varphi }\,\sin ^{2}\theta \,(143\cos ^{5}\theta -110\cos ^{3}\theta +15\cos \theta )\\Y_{7}^{3}(\theta ,\varphi )&=-{3 \over 64}{\sqrt {35 \over 2\pi }}\,e^{3i\varphi }\,\sin ^{3}\theta \,(143\cos ^{4}\theta -66\cos ^{2}\theta +3)\\Y_{7}^{4}(\theta ,\varphi )&={3 \over 32}{\sqrt {385 \over 2\pi }}\,e^{4i\varphi }\,\sin ^{4}\theta \,(13\cos ^{3}\theta -3\cos \theta )\\Y_{7}^{5}(\theta ,\varphi )&=-{3 \over 64}{\sqrt {385 \over 2\pi }}\,e^{5i\varphi }\,\sin ^{5}\theta \,(13\cos ^{2}\theta -1)\\Y_{7}^{6}(\theta ,\varphi )&={3 \over 64}{\sqrt {5005 \over \pi }}\,e^{6i\varphi }\,\sin ^{6}\theta \,\cos \theta \\Y_{7}^{7}(\theta ,\varphi )&=-{3 \over 64}{\sqrt {715 \over 2\pi }}\,e^{7i\varphi }\,\sin ^{7}\theta \end{aligned}}}

## Armoniche sferiche conl= 8
{\displaystyle {\begin{aligned}Y_{8}^{-8}(\theta ,\varphi )&={3 \over 256}{\sqrt {12155 \over 2\pi }}\,e^{-8i\varphi }\,\sin ^{8}\theta \\Y_{8}^{-7}(\theta ,\varphi )&={3 \over 64}{\sqrt {12155 \over 2\pi }}\,e^{-7i\varphi }\,\sin ^{7}\theta \,\cos \theta \\Y_{8}^{-6}(\theta ,\varphi )&={1 \over 128}{\sqrt {7293 \over \pi }}\,e^{-6i\varphi }\,\sin ^{6}\theta \,(15\cos ^{2}\theta -1)\\Y_{8}^{-5}(\theta ,\varphi )&={3 \over 64}{\sqrt {17017 \over 2\pi }}\,e^{-5i\varphi }\,\sin ^{5}\theta \,(5\cos ^{3}\theta -\cos \theta )\\Y_{8}^{-4}(\theta ,\varphi )&={3 \over 128}{\sqrt {1309 \over 2\pi }}\,e^{-4i\varphi }\,\sin ^{4}\theta \,(65\cos ^{4}\theta -26\cos ^{2}\theta +1)\\Y_{8}^{-3}(\theta ,\varphi )&={1 \over 64}{\sqrt {19635 \over 2\pi }}\,e^{-3i\varphi }\,\sin ^{3}\theta \,(39\cos ^{5}\theta -26\cos ^{3}\theta +3\cos \theta )\\Y_{8}^{-2}(\theta ,\varphi )&={3 \over 128}{\sqrt {595 \over \pi }}\,e^{-2i\varphi }\,\sin ^{2}\theta \,(143\cos ^{6}\theta -143\cos ^{4}\theta +33\cos ^{2}\theta -1)\\Y_{8}^{-1}(\theta ,\varphi )&={3 \over 64}{\sqrt {17 \over 2\pi }}\,e^{-i\varphi }\,\sin \theta \,(715\cos ^{7}\theta -1001\cos ^{5}\theta +385\cos ^{3}\theta -35\cos \theta )\\Y_{8}^{0}(\theta ,\varphi )&={1 \over 256}{\sqrt {17 \over \pi }}\,(6435\cos ^{8}\theta -12012\cos ^{6}\theta +6930\cos ^{4}\theta -1260\cos ^{2}\theta +35)\\Y_{8}^{1}(\theta ,\varphi )&={-3 \over 64}{\sqrt {17 \over 2\pi }}\,e^{i\varphi }\,\sin \theta \,(715\cos ^{7}\theta -1001\cos ^{5}\theta +385\cos ^{3}\theta -35\cos \theta )\\Y_{8}^{2}(\theta ,\varphi )&={3 \over 128}{\sqrt {595 \over \pi }}\,e^{2i\varphi }\,\sin ^{2}\theta \,(143\cos ^{6}\theta -143\cos ^{4}\theta +33\cos ^{2}\theta -1)\\Y_{8}^{3}(\theta ,\varphi )&={-1 \over 64}{\sqrt {19635 \over 2\pi }}\,e^{3i\varphi }\,\sin ^{3}\theta \,(39\cos ^{5}\theta -26\cos ^{3}\theta +3\cos \theta )\\Y_{8}^{4}(\theta ,\varphi )&={3 \over 128}{\sqrt {1309 \over 2\pi }}\,e^{4i\varphi }\,\sin ^{4}\theta \,(65\cos ^{4}\theta -26\cos ^{2}\theta +1)\\Y_{8}^{5}(\theta ,\varphi )&={-3 \over 64}{\sqrt {17017 \over 2\pi }}\,e^{5i\varphi }\,\sin ^{5}\theta \,(5\cos ^{3}\theta -\cos \theta )\\Y_{8}^{6}(\theta ,\varphi )&={1 \over 128}{\sqrt {7293 \over \pi }}\,e^{6i\varphi }\,\sin ^{6}\theta \,(15\cos ^{2}\theta -1)\\Y_{8}^{7}(\theta ,\varphi )&={-3 \over 64}{\sqrt {12155 \over 2\pi }}\,e^{7i\varphi }\,\sin ^{7}\theta \,\cos \theta \\Y_{8}^{8}(\theta ,\varphi )&={3 \over 256}{\sqrt {12155 \over 2\pi }}\,e^{8i\varphi }\,\sin ^{8}\theta \end{aligned}}}

## Armoniche sferiche conl= 9
{\displaystyle {\begin{aligned}Y_{9}^{-9}(\theta ,\varphi )&={1 \over 512}{\sqrt {230945 \over \pi }}\,e^{-9i\varphi }\,\sin ^{9}\theta \\Y_{9}^{-8}(\theta ,\varphi )&={3 \over 256}{\sqrt {230945 \over 2\pi }}\,e^{-8i\varphi }\,\sin ^{8}\theta \,\cos \theta \\Y_{9}^{-7}(\theta ,\varphi )&={3 \over 512}{\sqrt {13585 \over \pi }}\,e^{-7i\varphi }\,\sin ^{7}\theta \,(17\cos ^{2}\theta -1)\\Y_{9}^{-6}(\theta ,\varphi )&={1 \over 128}{\sqrt {40755 \over \pi }}\,e^{-6i\varphi }\,\sin ^{6}\theta \,(17\cos ^{3}\theta -3\cos \theta )\\Y_{9}^{-5}(\theta ,\varphi )&={3 \over 256}{\sqrt {2717 \over \pi }}\,e^{-5i\varphi }\,\sin ^{5}\theta \,(85\cos ^{4}\theta -30\cos ^{2}\theta +1)\\Y_{9}^{-4}(\theta ,\varphi )&={3 \over 128}{\sqrt {95095 \over 2\pi }}\,e^{-4i\varphi }\,\sin ^{4}\theta \,(17\cos ^{5}\theta -10\cos ^{3}\theta +\cos \theta )\\Y_{9}^{-3}(\theta ,\varphi )&={1 \over 256}{\sqrt {21945 \over \pi }}\,e^{-3i\varphi }\,\sin ^{3}\theta \,(221\cos ^{6}\theta -195\cos ^{4}\theta +39\cos ^{2}\theta -1)\\Y_{9}^{-2}(\theta ,\varphi )&={3 \over 128}{\sqrt {1045 \over \pi }}\,e^{-2i\varphi }\,\sin ^{2}\theta \,(221\cos ^{7}\theta -273\cos ^{5}\theta +91\cos ^{3}\theta -7\cos \theta )\\Y_{9}^{-1}(\theta ,\varphi )&={3 \over 256}{\sqrt {95 \over 2\pi }}\,e^{-i\varphi }\,\sin \theta \,(2431\cos ^{8}\theta -4004\cos ^{6}\theta +2002\cos ^{4}\theta -308\cos ^{2}\theta +7)\\Y_{9}^{0}(\theta ,\varphi )&={1 \over 256}{\sqrt {19 \over \pi }}\,(12155\cos ^{9}\theta -25740\cos ^{7}\theta +18018\cos ^{5}\theta -4620\cos ^{3}\theta +315\cos \theta )\\Y_{9}^{1}(\theta ,\varphi )&={-3 \over 256}{\sqrt {95 \over 2\pi }}\,e^{i\varphi }\,\sin \theta \,(2431\cos ^{8}\theta -4004\cos ^{6}\theta +2002\cos ^{4}\theta -308\cos ^{2}\theta +7)\\Y_{9}^{2}(\theta ,\varphi )&={3 \over 128}{\sqrt {1045 \over \pi }}\,e^{2i\varphi }\,\sin ^{2}\theta \,(221\cos ^{7}\theta -273\cos ^{5}\theta +91\cos ^{3}\theta -7\cos \theta )\\Y_{9}^{3}(\theta ,\varphi )&={-1 \over 256}{\sqrt {21945 \over \pi }}\,e^{3i\varphi }\,\sin ^{3}\theta \,(221\cos ^{6}\theta -195\cos ^{4}\theta +39\cos ^{2}\theta -1)\\Y_{9}^{4}(\theta ,\varphi )&={3 \over 128}{\sqrt {95095 \over 2\pi }}\,e^{4i\varphi }\,\sin ^{4}\theta \,(17\cos ^{5}\theta -10\cos ^{3}\theta +\cos \theta )\\Y_{9}^{5}(\theta ,\varphi )&={-3 \over 256}{\sqrt {2717 \over \pi }}\,e^{5i\varphi }\,\sin ^{5}\theta \,(85\cos ^{4}\theta -30\cos ^{2}\theta +1)\\Y_{9}^{6}(\theta ,\varphi )&={1 \over 128}{\sqrt {40755 \over \pi }}\,e^{6i\varphi }\,\sin ^{6}\theta \,(17\cos ^{3}\theta -3\cos \theta )\\Y_{9}^{7}(\theta ,\varphi )&={-3 \over 512}{\sqrt {13585 \over \pi }}\,e^{7i\varphi }\,\sin ^{7}\theta \,(17\cos ^{2}\theta -1)\\Y_{9}^{8}(\theta ,\varphi )&={3 \over 256}{\sqrt {230945 \over 2\pi }}\,e^{8i\varphi }\,\sin ^{8}\theta \,\cos \theta \\Y_{9}^{9}(\theta ,\varphi )&={-1 \over 512}{\sqrt {230945 \over \pi }}\,e^{9i\varphi }\,\sin ^{9}\theta \end{aligned}}}

## Armoniche sferiche conl= 10
{\displaystyle {\begin{aligned}Y_{10}^{-10}(\theta ,\varphi )&={1 \over 1024}{\sqrt {969969 \over \pi }}\,e^{-10i\varphi }\,\sin ^{10}\theta \\Y_{10}^{-9}(\theta ,\varphi )&={1 \over 512}{\sqrt {4849845 \over \pi }}\,e^{-9i\varphi }\,\sin ^{9}\theta \,\cos \theta \\Y_{10}^{-8}(\theta ,\varphi )&={1 \over 512}{\sqrt {255255 \over 2\pi }}\,e^{-8i\varphi }\,\sin ^{8}\theta \,(19\cos ^{2}\theta -1)\\Y_{10}^{-7}(\theta ,\varphi )&={3 \over 512}{\sqrt {85085 \over \pi }}\,e^{-7i\varphi }\,\sin ^{7}\theta \,(19\cos ^{3}\theta -3\cos \theta )\\Y_{10}^{-6}(\theta ,\varphi )&={3 \over 1024}{\sqrt {5005 \over \pi }}\,e^{-6i\varphi }\,\sin ^{6}\theta \,(323\cos ^{4}\theta -102\cos ^{2}\theta +3)\\Y_{10}^{-5}(\theta ,\varphi )&={3 \over 256}{\sqrt {1001 \over \pi }}\,e^{-5i\varphi }\,\sin ^{5}\theta \,(323\cos ^{5}\theta -170\cos ^{3}\theta +15\cos \theta )\\Y_{10}^{-4}(\theta ,\varphi )&={3 \over 256}{\sqrt {5005 \over 2\pi }}\,e^{-4i\varphi }\,\sin ^{4}\theta \,(323\cos ^{6}\theta -255\cos ^{4}\theta +45\cos ^{2}\theta -1)\\Y_{10}^{-3}(\theta ,\varphi )&={3 \over 256}{\sqrt {5005 \over \pi }}\,e^{-3i\varphi }\,\sin ^{3}\theta \,(323\cos ^{7}\theta -357\cos ^{5}\theta +105\cos ^{3}\theta -7\cos \theta )\\Y_{10}^{-2}(\theta ,\varphi )&={3 \over 512}{\sqrt {385 \over 2\pi }}\,e^{-2i\varphi }\,\sin ^{2}\theta \,(4199\cos ^{8}\theta -6188\cos ^{6}\theta +2730\cos ^{4}\theta -364\cos ^{2}\theta +7)\\Y_{10}^{-1}(\theta ,\varphi )&={1 \over 256}{\sqrt {1155 \over 2\pi }}\,e^{-i\varphi }\,\sin \theta \,(4199\cos ^{9}\theta -7956\cos ^{7}\theta +4914\cos ^{5}\theta -1092\cos ^{3}\theta +63\cos \theta )\\Y_{10}^{0}(\theta ,\varphi )&={1 \over 512}{\sqrt {21 \over \pi }}\,(46189\cos ^{10}\theta -109395\cos ^{8}\theta +90090\cos ^{6}\theta -30030\cos ^{4}\theta +3465\cos ^{2}\theta -63)\\Y_{10}^{1}(\theta ,\varphi )&={-1 \over 256}{\sqrt {1155 \over 2\pi }}\,e^{i\varphi }\,\sin \theta \,(4199\cos ^{9}\theta -7956\cos ^{7}\theta +4914\cos ^{5}\theta -1092\cos ^{3}\theta +63\cos \theta )\\Y_{10}^{2}(\theta ,\varphi )&={3 \over 512}{\sqrt {385 \over 2\pi }}\,e^{2i\varphi }\,\sin ^{2}\theta \,(4199\cos ^{8}\theta -6188\cos ^{6}\theta +2730\cos ^{4}\theta -364\cos ^{2}\theta +7)\\Y_{10}^{3}(\theta ,\varphi )&={-3 \over 256}{\sqrt {5005 \over \pi }}\,e^{3i\varphi }\,\sin ^{3}\theta \,(323\cos ^{7}\theta -357\cos ^{5}\theta +105\cos ^{3}\theta -7\cos \theta )\\Y_{10}^{4}(\theta ,\varphi )&={3 \over 256}{\sqrt {5005 \over 2\pi }}\,e^{4i\varphi }\,\sin ^{4}\theta \,(323\cos ^{6}\theta -255\cos ^{4}\theta +45\cos ^{2}\theta -1)\\Y_{10}^{5}(\theta ,\varphi )&={-3 \over 256}{\sqrt {1001 \over \pi }}\,e^{5i\varphi }\,\sin ^{5}\theta \,(323\cos ^{5}\theta -170\cos ^{3}\theta +15\cos \theta )\\Y_{10}^{6}(\theta ,\varphi )&={3 \over 1024}{\sqrt {5005 \over \pi }}\,e^{6i\varphi }\,\sin ^{6}\theta \,(323\cos ^{4}\theta -102\cos ^{2}\theta +3)\\Y_{10}^{7}(\theta ,\varphi )&={-3 \over 512}{\sqrt {85085 \over \pi }}\,e^{7i\varphi }\,\sin ^{7}\theta \,(19\cos ^{3}\theta -3\cos \theta )\\Y_{10}^{8}(\theta ,\varphi )&={1 \over 512}{\sqrt {255255 \over 2\pi }}\,e^{8i\varphi }\,\sin ^{8}\theta \,(19\cos ^{2}\theta -1)\\Y_{10}^{9}(\theta ,\varphi )&={-1 \over 512}{\sqrt {4849845 \over \pi }}\,e^{9i\varphi }\,\sin ^{9}\theta \,\cos \theta \\Y_{10}^{10}(\theta ,\varphi )&={1 \over 1024}{\sqrt {969969 \over \pi }}\,e^{10i\varphi }\,\sin ^{10}\theta \end{aligned}}}